# Giovanni Battista Aguggiari
Giovanni Battista Aguggiari, anche noto come Giovan Battista o Giambattista (Monza, XVI secolo – 1631) è stato un religioso italiano, essenzialmente noto in quanto ideatore e massimo promotore della costruzione del complesso del Sacro Monte di Varese.

## Biografia
Frate dell'ordine dei cappuccini proveniente da Monza, coinvolse la cittadinanza di Varese nel progetto di edificare, affiancata al percorso pedonale che conduce al Santuario di Santa Maria del Monte, una via sacra composta da cappelle scultoree che descrivessero i misteri del Rosario.